# Volucella vesicularia
Volucella vesicularia is een vliegensoort uit de familie van de zweefvliegen (Syrphidae). De wetenschappelijke naam van de soort is voor het eerst geldig gepubliceerd in 1947 door Charles Howard Curran.